# Acusana vitticollis
Acusana vitticollis är en insektsart som beskrevs av Spångberg 1878. Acusana vitticollis ingår i släktet Acusana och familjen dvärgstritar. Inga underarter finns listade i Catalogue of Life.